# Chlístov (okres Třebíč)
Obec Chlístov (německy Chlistau; Clustau) se nachází v okrese Třebíč v Kraji Vysočina. Leží asi 10 km západně od Třebíče. Žije zde 302 obyvatel. Obec je součástí Mikroregionu Podhůří Mařenky.
Sousedními obcemi sídla jsou Štěměchy, Pokojovice, Rokytnice nad Rokytnou, Předín a Markvartice.

## Název
Původní podoba jména vesnice byla Chlustov (doloženo 1353 a 1360), odvozená od osobního jména Chlust totožného s obecným chlust - "sluha". Význam místního jména byl "Chlustův majetek". Po provedení přehlásky u > i bylo jméno spojováno s obecným chlíst - "škrkavka".

## Geografie
Chlístovem prochází ze severu na jih silnice z Heraltic a Podheraltic do Veverky a Rokytnice nad Rokytnou, u Veverky se tato silnice kříží se silnicí I/23, která zároveň vede po jižním okraji území obce. Východně ze zastavěného území obce vede silnice do Markvartic, západně pak užitková lesní silnice k Předínu a pod Kobylí hlavu, jihozápadně pak vede užitková silnice ke koupališti Chlístov. Přes území obce prochází cyklostezka 5217.
Téměř celé území obce je zemědělsky využíváno, západní část je však poměrně svažitá a těsně za hranicí území obce se nachází lesy kolem vrcholů Kobylí hlava a Kobylí kopec.
Pod vrcholem Kobylí hlava pramení potok Římovka, ten následně protéká podél západní hranice území obce přes místní koupaliště a pak teče dál jižně a u Horního Újezdu se vlévá do Rokytné. Východní hranici území obce tvoří nepojmenovaný potok na jehož toku se nachází Hrochův rybník a rybník Sejto, teče severně a severně od hranice území obce se vlévá do Stařečského potoka. Jižně od Chlístova pramení řeka Rokytná, která následně tvoří část jižní hranice území obce a následně teče východně k Rokytnici nad Rokytnou, posléze se po asi 50 km vlévá u Ivančic do Jihlavy.
Nadmořská výška území obce se pohybuje mezi 550 a 650 metry nad mořem, východní část území obce je rovinatější než západní, západní postupně stoupá po svahu k vrcholu Kobylí hlava (688 m), který je těsně za západní hranicí území obce.
Zastavěné území obce se nachází na jižním okraji území obce, na jihozápadním okraji území obce se nachází koupaliště Chlístov, západně od zastavěného území obce se nachází dvě chaty, za západní hranicí území obce se nachází samota Kobylí Hlava. Těsně za jižní hranicí území obce se nachází osada Veverka.

## Historie
První písemná zmínka o obci pochází z roku 1353, kdy Radslav z Heraltic předal půl vsi své manželce. Chlístov patřil od počátku do heraltického panství. Část obce však patřil i tasovským pánům, kteří téhož roku prodali část Chlístova Mikuláši z Bezděkova. V roce 1358 pak prodala vdova po Mikuláši majetky v Chlístově Pokojovi ze Tří Dvorů. Jeho dcera pak prodala nabytý majetek v roce 1373. Majetek Radslava pak připadl Petrovi Hechtovi z Rosic, ale proběhly spory se Smilem z Heraltic, nicméně poté, co rod Hechtů z Rosic vymřel, tak král Jiří z Poděbrad majetky udělil Oldřichovi z Miličína, král Vladislav Jagellonský pak práva potvrdil a Oldřich mladší pak v roce 1505 prodal Chlístov Zdenkovi a Burianovi z Valdštejna, kterým patřilo brtnické panství. Zbylá část Chlístova patřila pánům z Libivé a pánům z Marýže a v roce 1591 prodali Markvartice a Chlístov Hynkovi Brtnickému z Valdštejna. V roce 1809 prošli Chlístovem francouzští vojáci, z nichž někteří byli v okolí vesnice pohřbeni.
Roku 1893 byla v Chlístově zřízena jednotřídní škola, která byla roku 1924 rozšířena na dvoutřídní. V roce 1922 byl postaven pomník obětem 1. světové války a v roce 1927 bylo rozhodnuto o elektrifikaci obce, k tomu pak došlo v roce 1930. V roce 1926 bylo zřízeno autobusové spojení s Želetavou. V roce 1935 byl čestným občanem obce prohlášen T. G. Masaryk. V témže roce se také vesnice Chlístov osamostatnila od obce Heraltice, jejíž byla součástí od roku 1872. V roce 1938 bylo mobilizováno 38 mužů z obce, kteří se po dvou měsících vrátili zpět. V roce 1940 byla opravena školní budova. Roku 1943 na udání byly zatčeni dva občané z obce, byli to František Hrůza a Stanislav Trnka, byli propuštěni za 9 resp. 12 měsíců za dobré chování. V roce 1947 byl v obci rozveden vodovod. V roce 1957 bylo v obci založeno JZD, v roce 1961 se pak sloučilo s JZD Markvartice.
V roce 2019 bylo vysazeno nové ovocné stromořadí nedaleko obce.
Do roku 1849 patřil Chlístov do brtnického panství, od roku 1850 patřil do okresu Jihlava, pak od roku 1855 do okresu Třebíč. Mezi lety 1850 a 1873 patřil Chlístov pod Heraltice a mezi lety 1980 a 1990 byla obec začleněna pod Okříšky, následně se obec osamostatnila.
| Rok            | 1869 | 1880 | 1890 | 1900 | 1910 | 1921 | 1930 | 1950 | 1961 | 1970 | 1980 | 1991 | 2001 | 2011 | 2021 |
| -------------- | ---- | ---- | ---- | ---- | ---- | ---- | ---- | ---- | ---- | ---- | ---- | ---- | ---- | ---- | ---- |
| Počet obyvatel | 322  | 375  | 367  | 354  | 335  | 381  | 361  | 363  | 365  | 331  | 298  | 253  | 229  | 229  | 297  |
| Počet domů     | 41   | 43   | 45   | 50   | 54   | 56   | 65   | 85   | 81   | 80   | 79   | 89   | 90   | 101  | 117  |

## Politika
V letech 2006–2010 působil jako starosta Karel Růžička, od roku 2010 tuto funkci zastává Zdeňka Novotná.

### Volby do Poslanecké sněmovny
|       | 2006                | 2010                | 2013                | 2017                | 2021                  |
| ----- | ------------------- | ------------------- | ------------------- | ------------------- | --------------------- |
| 1.    | ČSSD (42,06 %)      | ČSSD (27,65 %)      | ČSSD (23,44 %)      | ANO (36,87 %)       | ANO (32,62 %)         |
| 2.    | ODS (18,25 %)       | KSČM (14,18 %)      | ANO 2011 (21,37 %)  | Piráti (11,87 %)    | SPOLU (24,06 %)       |
| 3.    | KDU-ČSL (18,25 %)   | TOP 09 (14,18 %)    | KDU-ČSL (17,93 %)   | KSČM (8,12 %)       | Piráti+STAN (12,83 %) |
| účast | 67,91 % (127 z 187) | 71,00 % (142 z 200) | 70,53 % (146 z 207) | 70,00 % (161 z 230) | 78,42 % (189 z 241)   |

### Volby do krajského zastupitelstva
|      | 1.               | 2.                       | 3.                           | účast               |
| ---- | ---------------- | ------------------------ | ---------------------------- | ------------------- |
| 2000 | 4KOALICE (28 %)  | SNK (20 %)               | KSČM (18 %)                  | 27,86 % (51 z 183)  |
| 2004 | KDU-ČSL (22,8 %) | ODS (21,05 %)            | KSČM (21,05 %)               | 31,66 % (57 z 180)  |
| 2008 | ČSSD (47,32 %)   | KSČM (12,5 %)            | DOHODA pro Vysočinu (12,5 %) | 57,44 % (112 z 195) |
| 2012 | ČSSD (22,47 %)   | KSČM (21,34 %)           | KDU-ČSL (13,48 %)            | 49,51 % (99 z 206)  |
| 2016 | KDU-ČSL (23,8 %) | ANO 2011 (20 %)          | ČSSD (16,19 %)               | 46,32 % (107 z 231) |
| 2020 | Piráti (25 %)    | KDU-ČSL (18,96 %)        | STAN+SNK ED (16,37 %)        | 50,21 % (118 z 235) |
| 2024 | ANO (31,91 %)    | ODS+TOP 09+STO (20,21 %) | KDU-ČSL (18,08 %)            | 39 % (94 z 241)     |

### Prezidentské volby
V prvním kole prezidentských voleb v roce 2013 první místo obsadil Miloš Zeman (49 hlasů), druhé místo obsadil Jan Fischer (28 hlasů) a třetí místo obsadil Jiří Dienstbier (21 hlasů). Volební účast byla 70,59 %, tj. 144 ze 204 oprávněných voličů. V druhém kole prezidentských voleb v roce 2013 první místo obsadil Miloš Zeman (101 hlasů) a druhé místo obsadil Karel Schwarzenberg (41 hlasů). Volební účast byla 70,10 %, tj. 143 ze 204 oprávněných voličů.
V prvním kole prezidentských voleb v roce 2018 první místo obsadil Miloš Zeman (62 hlasů), druhé místo obsadil Jiří Drahoš (32 hlasů) a třetí místo obsadil Pavel Fischer (31 hlasů). Volební účast byla 73,48 %, tj. 169 ze 230 oprávněných voličů. V druhém kole prezidentských voleb v roce 2018 první místo obsadil Miloš Zeman (96 hlasů) a druhé místo obsadil Jiří Drahoš (80 hlasů). Volební účast byla 76,19 %, tj. 176 ze 231 oprávněných voličů.
V prvním kole prezidentských voleb v roce 2023 první místo obsadil Andrej Babiš (84 hlasů), druhé místo obsadil Petr Pavel (39 hlasů) a třetí místo obsadila Danuše Nerudová (38 hlasů). Volební účast byla 80,75 %, tj. 193 ze 239 oprávněných voličů. V druhém kole prezidentských voleb v roce 2023 první místo obsadil Petr Pavel (105 hlasů) a druhé místo obsadil Andrej Babiš (81 hlasů). Volební účast byla 78,48 %, tj. 186 ze 237 oprávněných voličů.

## Památky

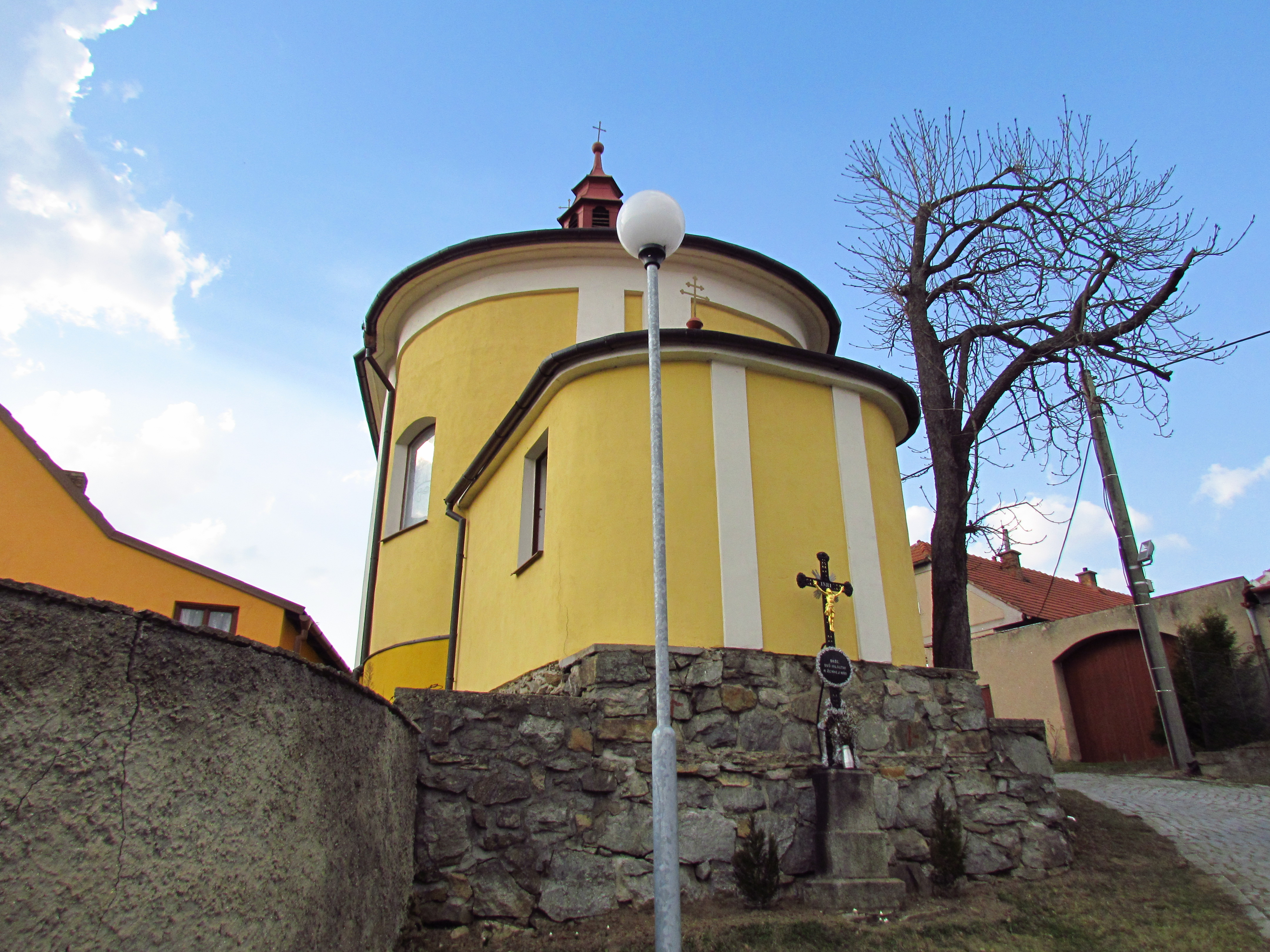
Kaple svatých Cyrila a Metoděje

- kaple svatých Cyrila a Metoděje (z roku 1869 či 1871,[8] zvon z roku 1929,[37] roku 1935 byla kaple opravena[10])
- kříž u kaple

## Čestní občané
- Tomáš Garrigue Masaryk, uděleno v roce 1935[10]